# The Family That Plays Together
The Family That Plays Together är ett musikalbum av Spirit som lanserades december 1968. Det var deras andra album och det är lite mer varierat än deras första självbetitlade skiva som mest drog åt psykedelisk rock. På denna skiva finns inslag av jazz, klassiskt och världsmusik. Albumet inleds med gruppens kanske kändaste hitsingel "I Got a Line on You" som nådde #25 på Billboard Hot 100 i USA.

## Låtlista
1. "I Got a Line on You" - 2:39
2. "It Shall Be" - 3:24
3. "Poor Richard" - 2:31
4. "Silky Sam" - 4:57
5. "Drunkard" - 2:27
6. "Darlin' If" - 2:27
7. "All the Same" - 4:41
8. "Jewish" - 3:23
9. "Dream within a Dream" - 3:13
10. "She Smiles"" - 2:30
11. "Aren't You Glad" - 5:25

## Listplaceringar
- Billboard 200, USA: #22[1]